# Royaume du Kent
Pour les articles homonymes, voir Kent (homonymie).
vers 450 ? – 871
Entités suivantes :
- Wessex

Le Kent (Cent en vieil anglais, Cantia Regnum en latin) est un royaume anglo-saxon fondé au Ve siècle par les Jutes dans le Sud-Est de l'Angleterre. Il correspond approximativement au territoire occupé par le peuple celtique des Cantiaci avant la conquête romaine, et à l'actuel comté de Kent. C'est le premier royaume anglo-saxon converti au christianisme, et il atteint son apogée au début du VIIe siècle sous le roi Æthelberht. Sa puissance décline par la suite, et il finit par être soumis par la Mercie dans le courant du VIIIe siècle. Il est définitivement rattaché au Wessex vers le milieu du IXe siècle.

## Histoire

### Origines
D'après l'Histoire ecclésiastique du peuple anglais de Bède le Vénérable, rédigée au début du VIIIe siècle, les fondateurs du Kent sont deux frères jutes nommés Hengist et Horsa. Descendants de Wotan, ils débarquent en Grande-Bretagne en 449 en un endroit appelé Ypwinesfleot (Ebbsfleet). Ils affrontent les Pictes pour le compte du roi local Vortigern puis, se rendant compte de la couardise des Bretons, se retournent contre eux. La Chronique anglo-saxonne, compilation annalistique réalisée à la fin du IXe siècle, mentionne plusieurs batailles entre les nouveaux arrivants et les autochtones : en 455 à Ægelesthrep (Aylesford), durant laquelle Horsa trouve la mort, puis en 457 à Creacanford (Crayford), après laquelle les Bretons s'enfuient à Londres, abandonnant le Kent à Hengest et à son fils Œric. Deux autres batailles s'ensuivent, en 465 et en 473, avant la mort d'Hengist en 488. Œric lui succède, puis Octa, le fils de ce dernier. Le cognomen d'Œric, Oisc, donne son nom à la dynastie royale du Kent, les Oiscingas.
Une autre version des origines du Kent, contradictoire avec le récit de Bède et de la Chronique anglo-saxonne, figure dans l'Historia Brittonum, un texte du début du IXe siècle. D'après son compilateur, Vortigern offre l'île de Thanet à Hengest et Horsa en échange de la main de la fille de Hengest, et il leur cède de plus en plus de terrain jusqu'à ce que son fils Vortimer se révolte. Vortimer affronte les envahisseurs dans une série de batailles victorieuses et parvient à les repousser jusqu'à leurs navires, mais après sa mort, ils reviennent et occupent le pays sans que Vortigern ne puisse les en empêcher. L'Historia présente également une généalogie alternative, dans laquelle les positions d'Oisc et d'Octa sont inversées.
Aucun des deux récits ne peut être considéré comme une tradition historique fiable. Les noms des individus trahissent leur nature légendaire : Hengist et Horsa signifient respectivement « étalon » et « cheval » en vieil anglais, et Oisc pourrait dériver d'un nom de divinité. Le récit de la Chronique anglo-saxonne, qui décrit le débarquement des fondateurs, une série de batailles et la mort du fondateur, présente de très fortes ressemblances avec les origines des royaumes de Sussex et de Wessex, ce qui tend à prouver qu'il s'agit de variations sur un modèle unique, un mythe des origines qui aurait été commun à plusieurs peuples. Le récit de l'Historia Brittonum constitue une simple inversion de celui de la Chronique, biaisé pour plaire à un public composé de Bretons : les victoires anglo-saxonnes deviennent des victoires bretonnes et sont ordonnées d'ouest en est pour s'achever sur le rejet des envahisseurs à la mer.
Néanmoins, plusieurs éléments tendent à prouver que l'établissement du royaume anglo-saxon de Kent ne s'est pas fait simplement par conquête, mais à la suite d'une sorte d'accord avec les autochtones. Il est significatif, par exemple, que le nom original de la région (Cantium en latin) ait persisté pour désigner le nouveau royaume. Les découvertes archéologiques confirment que les centres de pouvoir des nouveaux arrivants sont établis sur d'anciennes fondations romaines, à Lyminge, Wingham, Faversham ou Cantorbéry, la capitale des Cantiaci. L'occupation des territoires ruraux se poursuit également sans rupture apparente dans les zones les plus fertiles de l'Est, entre les North Downs et la mer.
Bien que le récit de Bède et les listes de rois donnent l'impression d'un royaume unifié, l'archéologie a permis de mettre en évidence deux cultures distinctes : dans l'Est, les objets présents dans les tombes du VIe siècle présentent des objets d'origine jute ou franque, tandis que dans l'Ouest, ils sont plus proches de ceux découverts dans les régions saxonnes voisines du Surrey ou de l'Essex. Il semble que le royaume oriental ait, à un moment ou un autre au VIe siècle, conquis son voisin occidental. Les deux moitiés du Kent conservent néanmoins des identités distinctes, dont témoigne la persistance des royautés jointes à l'époque historique, avec un roi du Kent oriental siégeant à Cantorbéry et ayant généralement la prééminence sur son homologue du Kent occidental, qui règne depuis Rochester.

### Æthelberht et ses successeurs

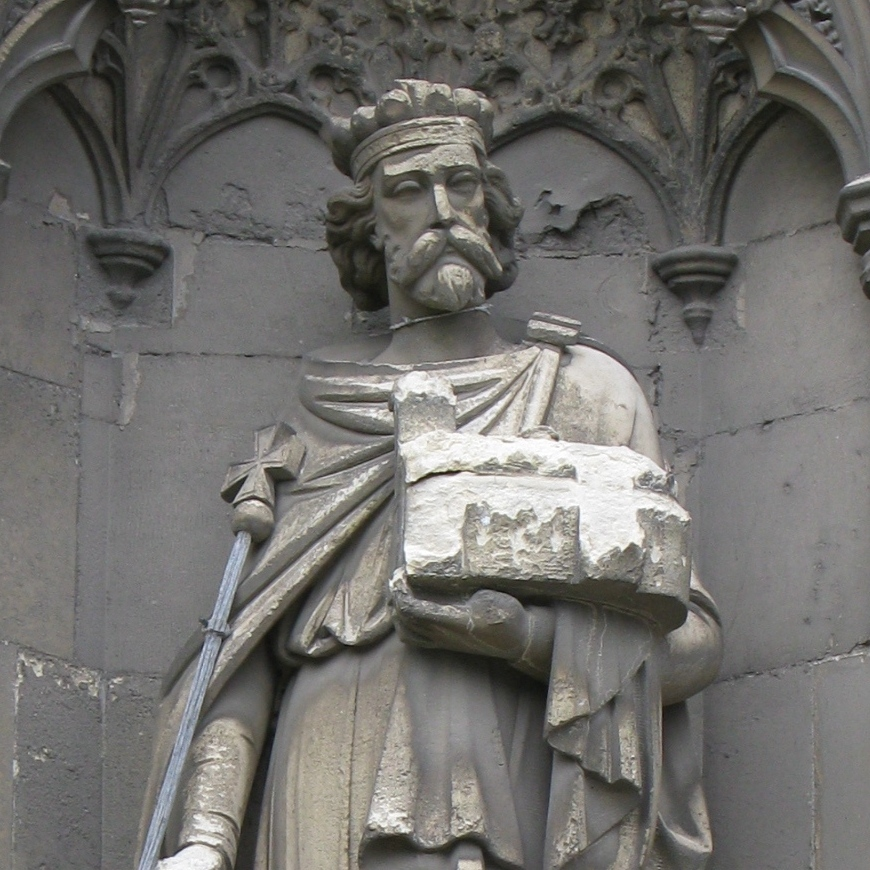
Statue d'Æthelberht à Cantorbéry.

Le premier roi de Kent historiquement attesté est Eormenric, à la fin du VIe siècle, censé être le fils d'Oisc ou d'Octa selon les textes. L'élément eormen- ou irmin- qui figure au début de son nom est rare dans l'onomastique anglo-saxonne, mais il est très présent chez les Francs, preuve d'un lien étroit entre les peuples occupant les deux rives de la Manche. Son fils Æthelberht épouse la princesse franque Berthe et se convertit au christianisme après l'arrivée de la mission grégorienne, en 597. Le Kent devient ainsi le premier royaume anglo-saxon chrétien. Deux évêchés sont fondés à Cantorbéry et Rochester, un autre indice en faveur de l'existence d'une division traditionnelle entre Kent occidental et Kent oriental, car aucun autre royaume ne voit la création de deux sièges épiscopaux aussi rapidement. D'après Bède, la domination (imperium) d'Æthelberht s'étend sur tous les royaumes au sud de l'Humber, mais son hégémonie ne s'étend vraisemblablement pas aussi loin. Son autorité sur l'Essex ne fait aucun doute : c'est à son instigation que le roi Sæberht (qui est également son neveu) reçoit le baptême en 604 et que la cathédrale Saint-Paul de Londres est fondée. En revanche, il rencontre moins de succès auprès de Rædwald d'Est-Anglie, qui accepte la nouvelle religion sans entièrement abandonner l'ancienne. Æthelberht est également à l'origine du premier code de lois anglo-saxon connu.

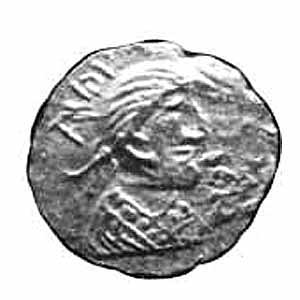
Monnaie d'Eadbald.

La mort d'Æthelberht, en 616, marque un coup d'arrêt dans la conversion du royaume, car son fils et successeur Eadbald est retourné au paganisme, peut-être en réaction contre l'influence franque sur le Kent. Les Saxons de l'Est abandonnent également le christianisme vers la même date, sous la direction des fils et successeurs de Sæberht. Plusieurs membres de la mission grégorienne sont contraints de s'enfuir en Francie, mais Eadbald finit par se convertir au christianisme. D'après Bède, qui situe cette conversion en 616 ou 617, l'archevêque Laurent de Cantorbéry, châtié en songe par saint Pierre pour avoir envisagé de fuir le pays, convainc le roi de recevoir le baptême en lui montrant les cicatrices laissées par ce châtiment. Au-delà du caractère édifiant de ce récit, les indications glanées dans la correspondance pontificale contemporaine situeraient la conversion d'Eadbald à une date plus tardive, aux alentours de 624. L'Essex reste païen, ce qui implique une perte d'influence du Kent dans cette direction, bien qu'Eadbald soit capable de frapper des pièces à Londres.
Le Kent conserve un certain prestige sous les règnes d'Eadbald (616-640), de son fils Eorcenberht (640-673) et de son petit-fils Ecgberht (664-673), comme en témoignent les prestigieux mariages de plusieurs princesses kentiques avec les souverains de royaumes voisins. Cette période de relative tranquillité permet à l'archevêque Théodore de Cantorbéry de réorganiser l'Église anglaise et d'accroître son influence. La « légende de Sainte Mildrith », un recueil hagiographique compilé au XIe siècle, rapporte cependant des troubles au sein de la dynastie royale : Ecgberht aurait fait assassiner ses cousins Æthelred et Æthelberht pour éviter qu'ils ne contestent sa succession.
La succession d'Ecgberht semble avoir été troublée : son frère Hlothhere ne monte sur le trône qu'après un certain temps, peut-être une année entière. Le roi Wulfhere de Mercie semble avoir profité de la situation pour prendre le contrôle du Surrey. Le successeur de Wulfhere, Æthelred, envahit le Kent en 676 et dévaste Rochester, peut-être pour dissuader Hlothhere de vouloir reprendre le Surrey. Le neveu de Hlothhere, Eadric, règne peut-être un certain temps à ses côtés, si l'on en juge par le code de lois émis en leurs deux noms. En 685 ou 686, Eadric prend les armes contre son oncle et le tue avec l'aide des Saxons du Sud. Il cherche peut-être ainsi à supplanter les fils de Hlothhere pour la succession, à moins qu'il ne craigne de connaître le même sort qu'Æthelred et Æthelberht,.

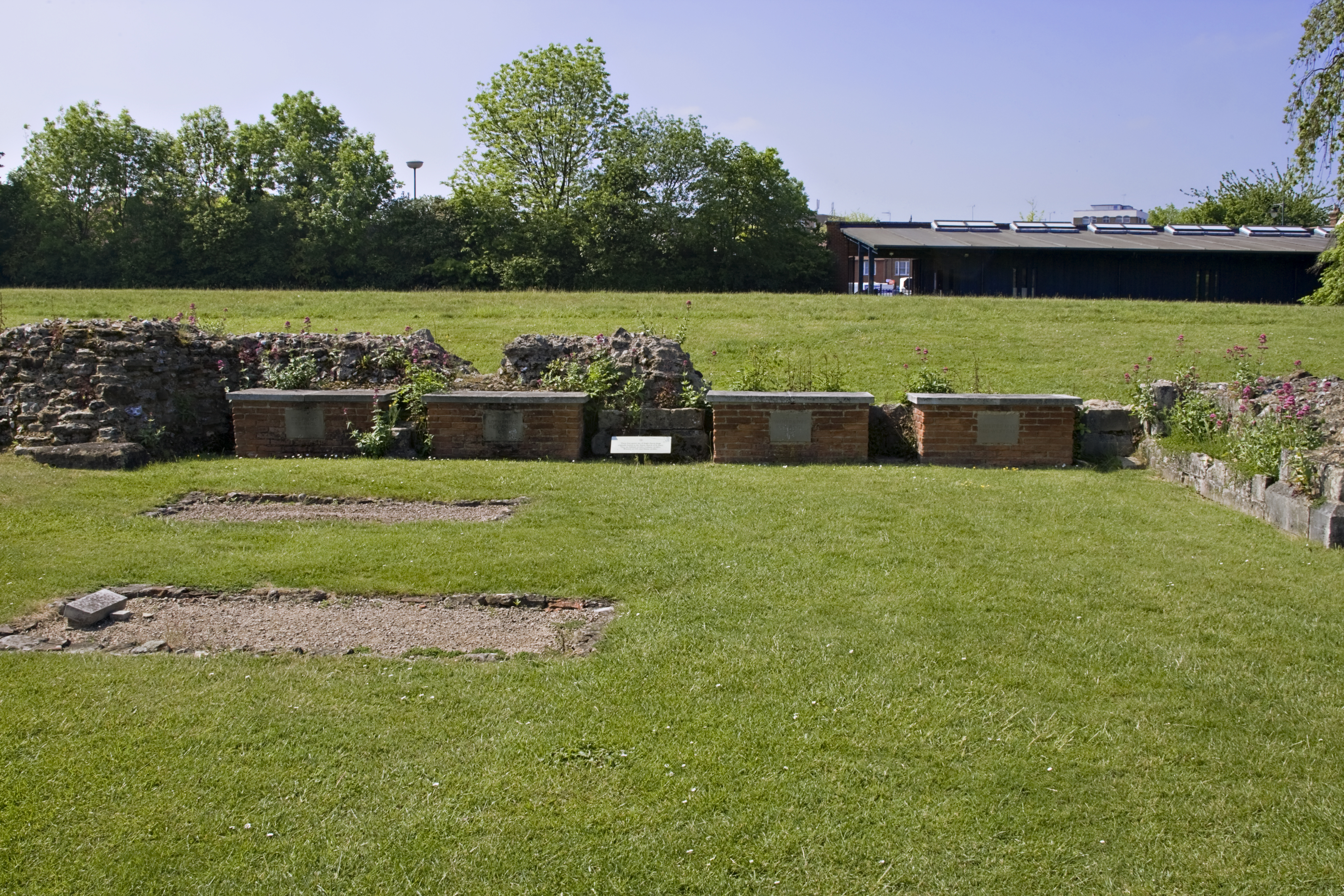
Les tombes d'Eadbald, Hlothhere, Wihtred et Mul à l'abbaye Saint-Augustin de Cantorbéry.

Cædwalla de Wessex envahit le Kent en 686, peut-être avec l'aide des Saxons de l'Est et place son frère Mul sur le trône pour remplacer Eadric. Le nouveau roi est brûlé vif par ses sujets dès l'année suivante, et Cædwalla réagit en lançant une nouvelle invasion. Il est possible qu'il règne directement sur le Kent pendant un certain temps avant son abdication, en 688. Le royaume semble alors divisé entre sa moitié occidentale, dominée par un prince des Saxons de l'Est, Swæfheard, et sa moitié orientale, sur laquelle règne Oswine, un rejeton des Oiscingas. L'unité du royaume est rétablie par Wihtred, le frère d'Eadric, qui remplace Oswine en 690 ou 691, tandis que Swæfheard n'est plus mentionné après 692. Le code de lois de Wihtred, promulgué en 695, reflète sa bonne entente avec les autorités ecclésiastiques, ainsi qu'avec le royaume de Wessex, qui émet un code de lois similaire vers la même date,.
La mort de Wihtred, en 725, est le dernier événement concernant le Kent que rapporte Bède. Après cette date, la chronologie des rois devient confuse, les sources étant lacunaires ou se contredisant. Des trois fils de Wihtred mentionnés par Bède, Alric n'apparaît nulle part ailleurs, et ses deux frères semblent s'être partagé le royaume suivant la répartition habituelle : l'Est revient à Æthelberht II et l'Ouest à Eadberht, puis à son fils Eardwulf.

### Sous domination mercienne
Au VIIIe siècle, l'expansion de la Mercie et du Wessex relèguent le Kent au rang de royaume de seconde division, en l'empêchant de se développer territorialement vers le nord ou l'ouest. En outre, le quasi-monopole sur le commerce de la Manche qui avait fait la fortune du royaume dans les siècles précédents est remis en cause par la création de nouveaux centres commerciaux, notamment à Hamwic (Southampton) au Wessex, et la généralisation des monnaies en or (sceattas) à toute l'Angleterre.
Le Kent tombe sous la coupe du puissant roi Offa de Mercie dans les années 760. Plusieurs souverains locaux règnent sous son autorité jusqu'en 776, année de la bataille d'Otford, qui met aux prises les troupes du Kent et de la Mercie. L'issue de la bataille n'est pas connue avec certitude, mais après cette date, le roi Egbert II se comporte en souverain indépendant et ne cite plus Offa sur ses chartes, ce qui tend à indiquer que la bataille s'est soldée par une victoire kentique qui a permis au royaume de recouvrer son indépendance. Offa ne tarde cependant pas à rétablir son autorité dans la région : à partir de 785, il semble traiter le Kent comme une province de son royaume, sans y établir de roi vassal.
Après la mort d'Offa en 796, un prince exilé à la cour de Charlemagne, Eadberht Præn, retourne en Angleterre et rend brièvement son indépendance au Kent. Il frappe ses propres monnaies à Cantorbéry, et l'archevêque Æthelhard, qui avait été élu avec le soutien d'Offa, s'enfuit à la cour de Mercie. Le successeur d'Offa, Cenwulf, vainc Eadberht en 798. L'éphémère roi est emprisonné et aveuglé, l'archevêque Æthelhard rétabli, et Cenwulf place son frère Cuthred sur le trône de Kent. Après la mort de Cuthred, en 807, le royaume passe directement sous la coupe de Cenwulf et lui reste soumis jusqu'à sa mort, en 821,.

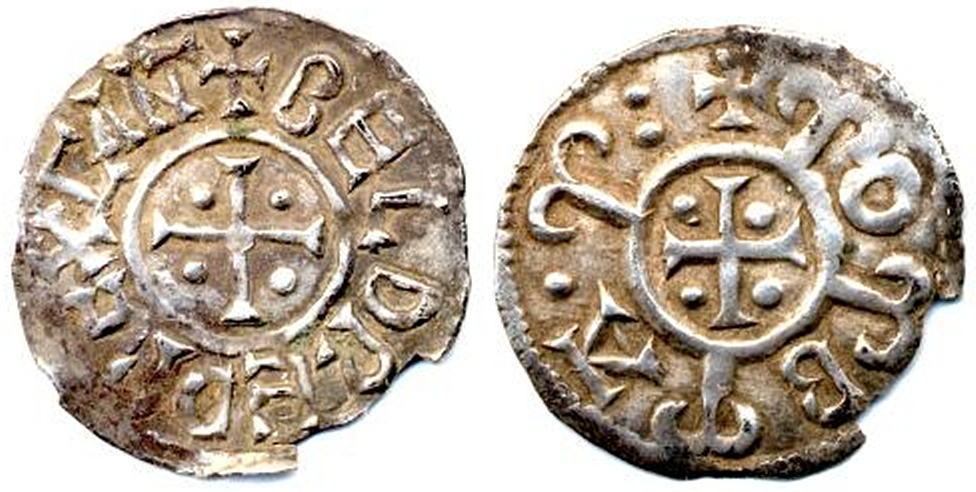
Monnaie de Baldred.

Après la déposition de Ceolwulf de Mercie en 823, un certain Baldred commence à frapper ses propres monnaies dans le Kent. Il est possible qu'il soit un roi autochtone, mais il est tout aussi possible qu'il ait été placé sur le trône par Beornwulf, le successeur de Ceolwulf, de la même façon que Cenwulf avait concédé le Kent à son frère Cuthred quelques années auparavant. Le fait que leurs deux noms commencent par la lettre « B » constitue un argument possible en faveur de cette hypothèse.
En 825, Beornwulf est vaincu par Egbert de Wessex à la bataille d'Ellendun, une défaite qui bouleverse l'équilibre des forces dans le Sud de l'Angleterre. Egbert envoie son fils Æthelwulf soumettre les anciens royaumes du sud-est de l'Angleterre (Essex, Sussex, Surrey et Kent), et Baldred est déposé au profit d'Æthelwulf, qui devient le souverain unique de cette région sous l'autorité de son père. Son royaume conserve un certain degré d'indépendance vis-à-vis du Wessex jusque dans les années 850,.